# Пришълецът
„Пришълецът“ (на английски: Alien) е научнофантастичен филм на ужасите на режисьора Ридли Скот. Името на филма се отнася за главния антагонист, силно агресивно извънземно, което заплашва живота на екипажа на космическия кораб Ностромо, след като се излюпва от тялото на един от хората. Във филма участва Сигорни Уийвър като Елън Рипли.
„Пришълецът“ бързо се превръща в успешна холивудска продукция, която се разпростира в литературата, видео игрите, стоките и три официални продължения. Едновременно със стартирането на кариерата на актрисата Сигорни Уийвър, филмът разчупва традиционните холивудските стандарти в екшън жанра, като показва силен женски герой. Въпреки че пришълецът (наричан ксеноморф в продълженията) е главната тема във филма, историята на Елън Рипли е свързващата нишка между сериите. Филмът има три продължения: „Пришълците“ (1986), „Пришълецът 3“ (1992) и „Пришълецът: Завръщането“ (1997), както и „Пришълецът срещу хищникът“ (2004), с неговото продължение „Пришълците срещу Хищника 2“ (2007). През 2009 Ридли Скот започва работа по предисторията на сериите за Пришълеца, превърнала се във филма Прометей (2012), с неговото продължение „Пришълецът: Завет“ (2017).
Според Американския филмов институт „Пришълецът“ е сред десетте най-добри американски трилъри.
Рекламата на филма използва подзаглавие, което става много известно: „In space no one can hear you scream“ (В космоса никой не може да чуе писъка ти).

## Сюжет
Космическият кораб „Ностромо“ превозва към Земята товар руда. Екипажът е в криогенен сън (анабиоза), а корабът се управлява от компютър наречен „Майка“. Когато автоматиката на кораба изважда екипажа от сън, първоначално те предполагат, че са достигнали до Земята.
Скоро разбират, че корабът се намира в системата ζ-2 (Дзета-2), около планетата LV-426. Компютърът на кораба е променил курсът му, тъй като е получил от тази планета периодично повтарящ се радиосигнал. В съответствие с процедурите, екипажът е длъжен да провери източника на този сигнал, спускайки се на планетата със совалка.
Там те попадат на разбит, неизвестен космически кораб на борда на който откриват хиляди яйца от извънземен вид.  Същество излюпено от едно от тях се впива в един от астронавтите, възпроизвежда се в тялото му и се превръща в Пришълеца. След като изчадието убива един по един всички членове на екипажа, следва финалният сблъсък между последния оцелял – Рипли и Пришълеца – изключително зрелищна кулминация на една разтърсваща космическа драма.

## В ролите
- Сигорни Уийвър като Рипли
- Том Скерит като Далас
- Яфет Кото като Паркър
- Джон Хърт като Кейн
- Вероника Картрайт като Ламбърт
- Хари Дин Стентън като Брет
- Иън Холм като Аш

## Интересни факти
- Първоначално филмът е трябвало да се нарича „Звезден Звяр“ (Star Beast).
- Първоначално за режисьор е бил предложен Уолтър Хил (който впоследствие става продуцент).
- В първия си вариант сценарият е предвиждал Рипли да бъде мъж.
- В първоначалния сценарий ролята на Аш не е била включена. След това се появява като обикновен човек, но по-късно по предложение на продуцентите Уолтър Хил и Девид Гайлър го превръщат в андроид.
- За ролята на лейтенант Рипли първоначално е поканена Вероника Картрайт.
- Разработката на външния вид на Пришълеца и интериора на кораба са дело на швейцарския художник Ханс Рудолф Гигер.
- Идеята кръвта на Пришълеца да е от киселина, принадлежи на художника Рон Коб.
- Отначало корабът е назован „Снарк“. След това е преименуван на „Левиатан“, и чак накрая става „Ностромо“ (по заглавието на едноименния роман на Джоузеф Конрад).
- Когато студията „20th Century Fox“ се запознава със създадения от Ридли Скот сториборд на филма, бюджетът на проекта е увеличен два пъти.
- За изготвянето на лицевата част на Пришълеца е използван истински човешки череп.
- Механизирането на главата на Пришълеца е поверена на италианския майстор по специални ефекти Карло Рамбалди.
- За снимките на Пришълеца са изработени два костюма. В единия влиза двуметровият масай Боладжи Бадеджо, а във втория (много по-малък), се снима каскадьорът Еди Паул.
- При подготовката на снимките се отхвърля идеята Пришълецът да бъде прозрачен или полупрозрачен.
- Сцената, в която извънземното излиза от гърдите на Кейн, не била описана първоначално на актьорите в детайли. Вероника Картрайт не е знаела, че върху нея ще изпръска кръв и реакцията ѝ на ужас в сцената е напълно естествена.
- Слухове твърдят, че Ридли Скот първоначално иска твърде мрачен край за филма, в който Пришълецът убива Рипли и използвайки нейния глас, започва да управлява кораба към Земята.
- Първоначално филмът е с дължина 3 часа 12 минути.

## Филми от поредицата за „Пришълецът“
- Пришълецът (Alien, 1979)
- Пришълците (Aliens, 1986)
- Пришълецът 3 (Alien 3, 1992)
- Пришълецът: Завръщането (Alien Resurrection, 1997)
- Пришълецът срещу Хищникът (Alien vs. Predator, 2004)
- Пришълците срещу Хищника 2 (Aliens vs. Predator: Requiem, 2007)
- Прометей (Prometheus, 2012)
- Пришълецът: Завет (Alien: Covenant, 2017)
- Пришълецът: Ромул (Alien: Romulus, 2024)

## Награди
Фестивал в Сан Себастиан (1979), премия „Сребърна раковина“
- Най-добра операторска работа и специални ефекти

Оскар
- Най-добри специални ефекти.

Сатурн
- Най-добър научнофантастичен филм
- Най-добър кинорежисьор (Ридли Скот)
- Най-добра женска поддържаща роля (Вероника Картрайт)

Премия на британската киноакадемия
- Най-добър саундтрак
- Най-добра работа на художник-постановчик

Хуго
- Най-добър сценарий

Златен глобус
- Най-добра музика (Джери Голдсмит)